# Protector Shoal
Protector Shoal (shoal, engl.: Untiefe) ist ein unterseeischer Vulkan (Seamount) im Archipel der Südlichen Sandwichinseln im Südatlantik. Er liegt 56 km nordwestlich der Vulkaninsel Zavodovski Island und stellt den nördlichsten einer ganzen Reihe von Vulkanen dar, die sich auf dem Scotia-Rücken in einem Bogen von Südgeorgien bis in die Antarktis ziehen. Er erhebt sich rund 1200 m vom Grund des Ozeans bis auf nur 55 m unter der Meeresoberfläche und kann – bei der in dieser Region üblichen rauen See – eine Gefahr für die Schifffahrt darstellen.
Der Vulkan ist benannt nach der HMS Protector, einem Eispatrouillenschiff der britischen Royal Navy, das im März 1962 ein großes Bimssteinfloß sichtete, welches dem einzigen bisher registrierten Ausbruch dieses Vulkans entstammte. Protector Shoal hat als einziger Vulkan der Südlichen Sandwichinseln rhyolithischen Bims ausgestoßen; ein Teil des Auswurfmaterials driftete an der Meeresoberfläche bis nach Neuseeland.